# Riksväg 9, Norge
Riksväg 9 (norska: Riksvei 9) är en riksväg i Norge som går mellan Kristiansand i Kristiansands kommun, Agder fylke och Haukeli i Vinje kommun, Telemark fylke. Den passerar genom kommunerna Kristiansand, Vennesla, Evje og Hornnes, Bygland, Valle, Bykle och Vinje.
Vägen är asfalterad och 236,9 kilometer lång, varav 221,2 kilometer i Agder fylke och 15,7 kilometer i Telemark fylke. Den går till en stor del genom Setesdalen och passerar bland annat genom tätorterna Vennesla, Evje och Hovden.

## Anslutningar
Riksväg 9 ansluter till:
- Europaväg 18 (vid Kristiansand)
- Fylkesväg 471 (vid Kristiansand)
- Fylkesväg 405 (vid Mosby)
- Fylkesväg 454 (vid Skarpengland)
- Fylkesväg 462 (vid Hægeland)
- Fylkesväg 403 (vid Hodnesund)
- Fylkesväg 42 (vid Hornnes)
- Fylkesväg 42 (vid Evje)
- Fylkesväg 450 (vid Nomeland)
- Fylkesväg 450 (vid Rotemo)
- Europaväg 134 (vid Haukeli)

## Bilder

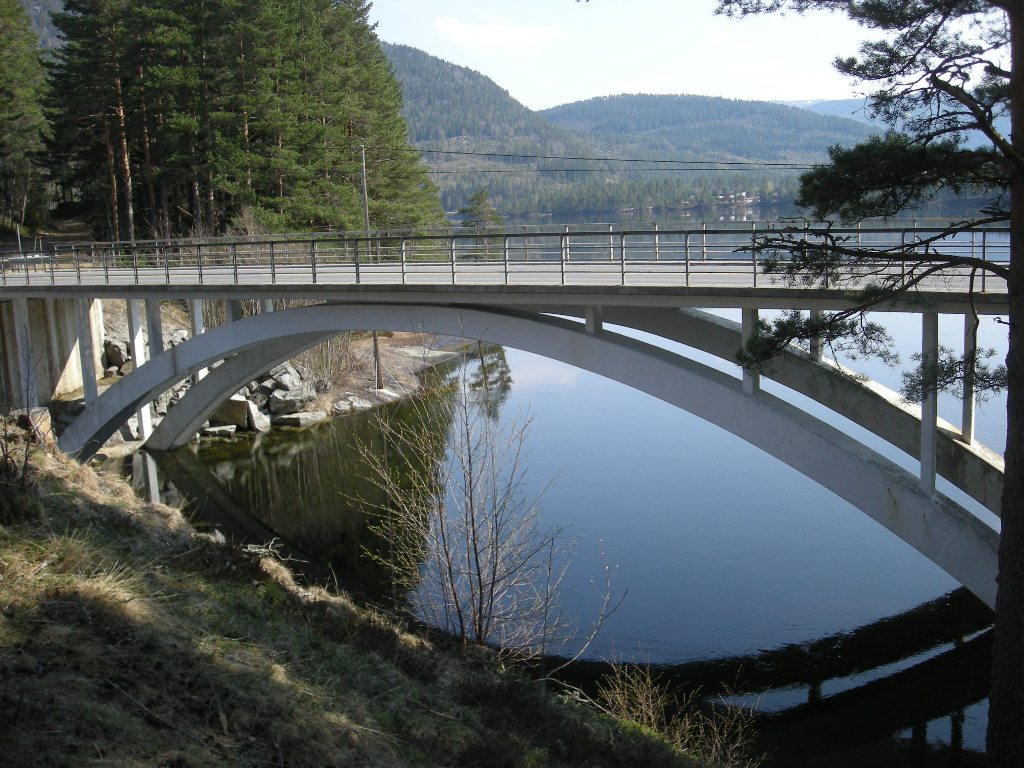
Riksväg 9 på bron mellan sjöarna Byglandsfjorden och Åraksfjorden i Byglands kommun.
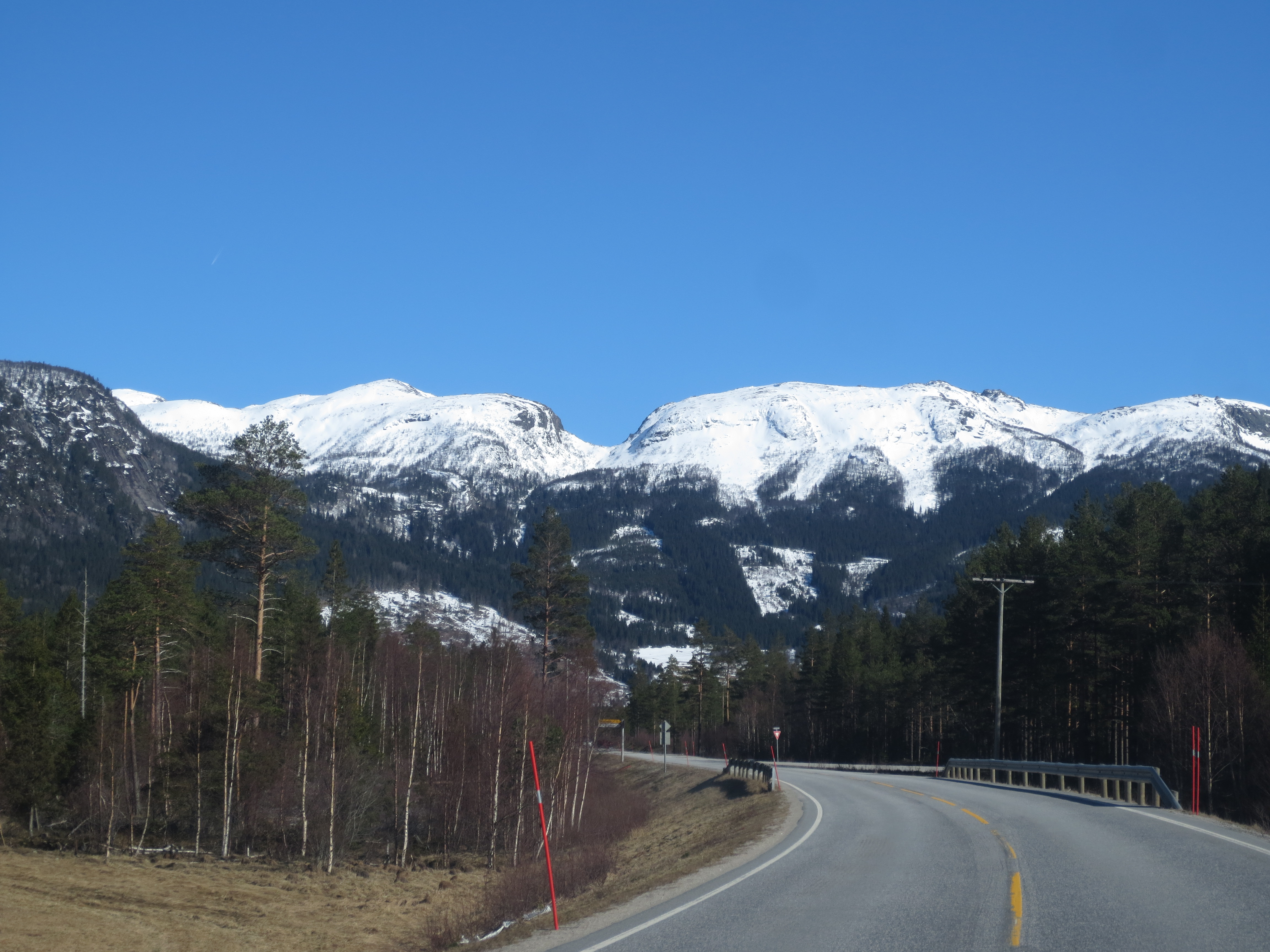
Riksväg 9 i Valle kommun.
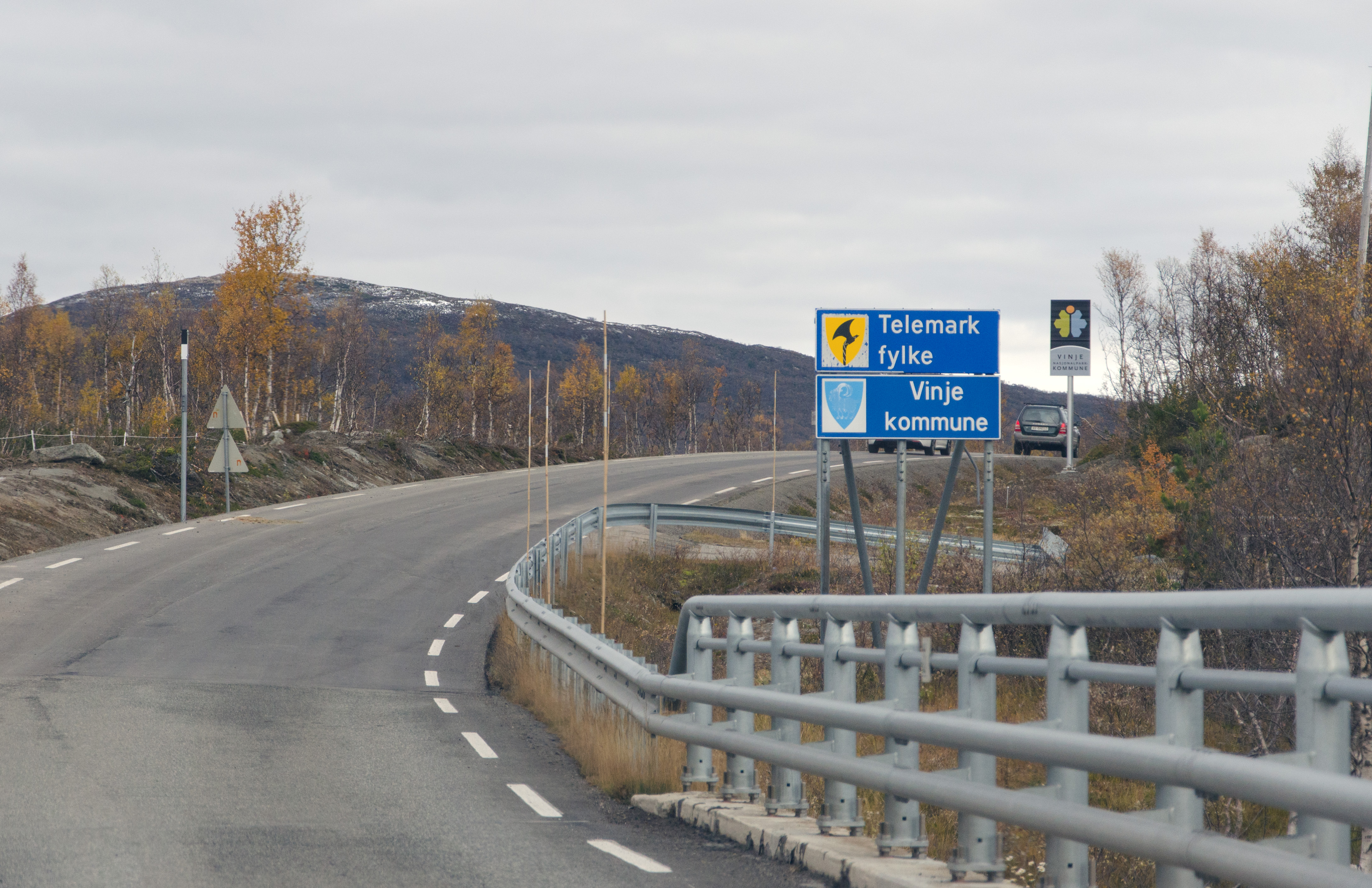
Riksväg 9 vid fylkesgränsen.
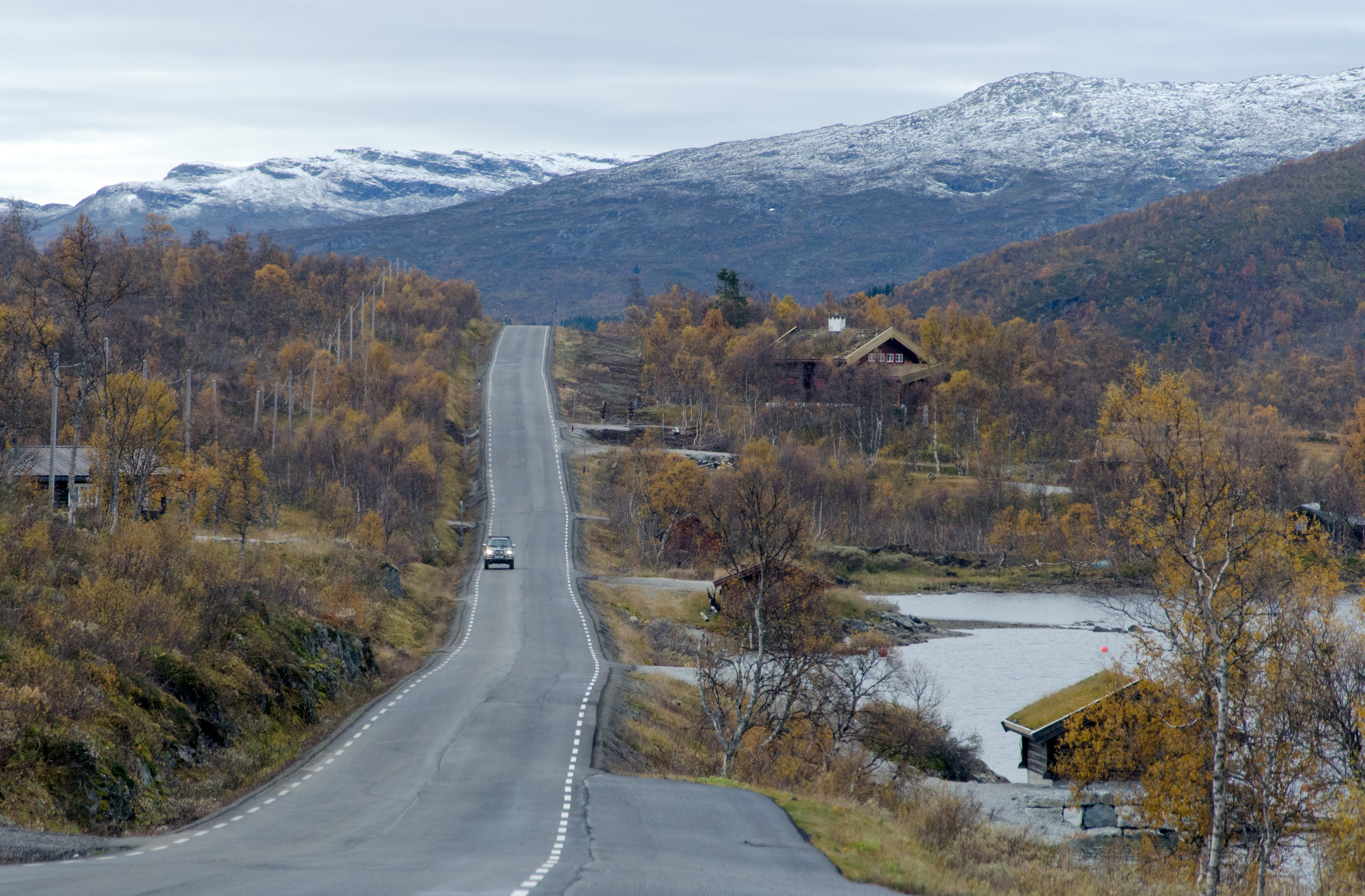
Riksväg 9 i Vinje kommun.